# David Hyrum Smith
David Hyrum Smith (17 de noviembre de 1844-29 de agosto de 1904) fue un líder religioso, poeta, pintor, cantante, filósofo y naturalista estadounidense. Hijo menor de Joseph Smith y Emma Hale Smith, fue un influyente misionero y líder de la Iglesia Reorganizada de Jesucristo de los Santos de los Últimos Días (Iglesia RLDS).

## Biografía
Nació aproximadamente cinco meses después del asesinato de su padre. A partir de diciembre de 1847, fue criado por su madre y su segundo marido, Lewis C. Bidamon.
Smith fue un misionero muy eficaz para la Iglesia RLDS. De 1865 a 1873, condujo viajes misioneros a través del Medio Oeste, el Territorio de Utah y California, debatiendo con predicadores de diferentes teologías, incluyendo representantes de La Iglesia de Jesucristo de los Santos de los Últimos Días (Iglesia SUD). De 1873 a 1885, Smith fue consejero de su hermano Joseph Smith III en la Primera Presidencia de la Iglesia SUD. También fue el padre de Elbert A. Smith, que fue miembro de la Primera Presidencia y Patriarca Presidente de la Iglesia SUD.
Smith fue llamado el "Dulce Cantor de Israel" porque muchos de los que le conocieron, le oyeron cantar y se unieron a él en el canto, afirmaron que era el cantor de Dios más inspirador que habían encontrado. El Sitio Histórico de José Smith, mantenido por la Comunidad de Cristo, alberga las pinturas originales de Smith de Nauvoo, Illinois.
En una biografía de Smith de 1998, From Mission to Madness: El último hijo de Jose Smith, la autora Valeen Tippetts Avery describe el deterioro mental de Smith, que comienza con una probable crisis nerviosa a principios de 1870 y termina con su muerte en 1904 en el Hospital y Asilo para dementes del Norte de Illinois, en Elgin, Illinois.
En una carta de 1869 a su madre, Emma Smith, a la edad de 24 años, Smith escribió:

Madre, debo decirte... Me siento muy triste y las lágrimas salen de mis ojos todo el tiempo y no sé por qué. ... por más que me esfuerce mi corazón se hunde como el plomo. ... Tengo que contarle a alguien mis problemas.

Smith estuvo confinado en la institución durante 27 años. El libro de Avery se basa en una gran cantidad de correspondencia y poesía de Smith para examinar tanto su personalidad como su estado emocional.